# Amour lointain
 (juillet 2018).
Si vous disposez d'ouvrages ou d'articles de référence ou si vous connaissez des sites web de qualité traitant du thème abordé ici, merci de compléter l'article en donnant les références utiles à sa vérifiabilité et en les liant à la section « Notes et références ».
Pour plus de détails, voir Fiche technique et Distribution.
Amour lointain (chinois simplifié : 遙遠的愛 ; pinyin : Yáoyuǎn de Ài) est un film chinois sorti en 1947 et réalisé par Chen Liting.
Produit au cours de l'ère Républicaine, il a été produit par la société de production China Film N ° 2 Studio,qui appartenait à l'État, et par les éminents acteurs et actrices Zhao Dan, Qin Yi, et Wu Yin. Le film a été bien reçu, et sa première mondiale à Shanghai est considéré comme un événement marquant dans le cinéma Chinois d'après-guerre.
Le scénario du film est attribué officiellement au réalisateur Chen Liting, mais selon Chen lui-même, il a été en fait écrit par le dramaturge gauchiste Xia Yan, dont la paternité du projet a été cachée pour des raisons d'ordre politique.

## Synopsis

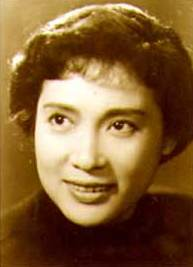
Qin Yi.

Après l'université, le professeur Xiao Yuanxi 萧元熙 (Zhao Dan) rompt avec sa copine, il trouve sa servante Yu Zhen 余珍 (Qin Yi) séduisante, bien qu'un peu fruste. Il décide de transformer Yu en sa femme idéale. Il lui enseigne le savoir-vivre moderne et les coutumes, et avec ses encouragements, Yu devient une femme moderne et indépendante d'esprit. Les deux se marieront. 
Après la Guerre de Shanghai en 1932, Yu Zhen veut faire du bénévolat pour porter secours aux soldats et réfugiés chinois blessés dans la bataille contre les envahisseurs japonais, mais est stoppée par son mari. Yu plus tard, donne naissance à un fils, et Xiao espère avoir une vie de famille idéale.
Après l'éclatement de la Bataille de Shanghai en 1937, Xiao s'enfuit de Shanghai pour Hankou dans le centre de la Chine, tandis que Yu insiste sur le fait de rester derrière pour aider les réfugiés de guerre. Yu quitte finalement Shanghai, mais, sur le chemin de Hankou, son fils meurt dans un bombardement japonais. Cette perte frappe durement Yu Zhen qui se joint à l'armée. 
Lorsque Yu arrive enfin à Hankou et retrouve Xiao, les conjoints se sont éloignés l'un de l'autre. Yu Zhen décide de quitter Hankou pour le front, tandis que Xiao déplore la transformation de son épouse et s'oppose au mouvement de libération des femmes. 
Étant donné que l'armée japonaise progresse vers Hankou, le Professeur Xiao est escorté vers l'intérieur des terres. De façon inattendue, il rencontre Yu Zhen de nouveau, mais Yu est maintenant une personne complètement différente. Xiao regarde, pour la dernière fois, sa femme mener son unité et partir vers un lointain champ de bataille.

## Fiche technique
- Titre français : Amour lointain[3] ou L'Amour lointain[4] ou Un amour lointain[5]
- Titre original : 遙遠的愛, Yáoyuǎn de Ài

## Paternité du projet

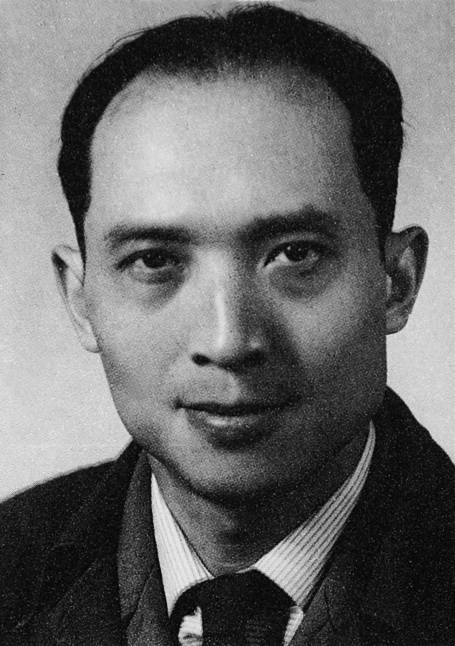
Chen Liting.

Le scénario du film est officiellement attribuée au réalisateur Chen Liting, mais selon Chen lui-même, il a été écrit par le dramaturge gauchiste Xia Yan. Xia et Chen sont deux éminents dramaturges qui avaient collaboré à de nombreuses reprises. Comme Xia avait rejoint le Parti Communiste en 1927, alors que le studio de production chinois Film N ° 2 Studio était possédé par le gouvernement Kuomintang, ennemi des communistes, l'identité du véritable auteur, à savoir Xia Yan, devait être cachée. Cependant, Xia Yan, dans son autobiographie, déclare qu'il n'a pas écrit de scénario entre 1937 et 1949.

## Production et réception
Amour lointain a été le premier d'une série de films réalisés par Chen Liting et ayant pour thèmes les troubles sociaux causés par la Guerre Sino-Japonaise. La production a été soutenue par le Ministère de la Défense du gouvernement nationaliste, qui a mis des uniformes de soldats à disposition de Chen.
Le film a été bien accueilli. Sa première au célèbre Huanghou Theater de Shanghai le 18 janvier 1947 a été considérée comme un événement marquant dans le cinéma chinois d'après-guerre. Après Amour lointain, Chen fait deux autres films — La Rhapsodie du bonheur (1947) et Trois Destinées(1949) — avant que les communistes gagnent la guerre civile et prennent le contrôle de la Chine continentale en 1949.
La biographie de Chen Liting, écrite par Xia Yu et publiée en 2008, a le même titre que le film  (ISBN 9787106029890).